# Гилман, Джаред
Джаред Т. Рейнор Гилман (англ. Jared T. Raynor Gilman; род. 28 декабря 1998, Нью-Джерси, США) — американский актёр, номинант на премию «Молодой актёр» и кинонаграду MTV за лучший поцелуй за работу в фильме «Королевство полной луны».

## Биография
Джаред Гилман родился в 1998 году в Нью-Джерси. Он посещал школы Chatham Day School и Newark Academy. В возрасте 12 лет он был утверждён на одну из ведущих ролей бойскаута Сэма в фильме «Королевство полной луны». Режиссёр картины Уэс Андерсон сказал, что выбрал Джареда, потому как тот показался ему забавным, а также благодаря его голосу и индивидуальности на прослушивании. Его экранной партнёршей была Кара Хэйуорд. Также в фильме снялись такие известные актёры, как Брюс Уиллис, Эдвард Нортон, Билл Мюррей и Фрэнсис Макдорманд. Во время подготовки к съёмкам Гилман, по его словам, учился водить каноэ и изучал персонаж Клинта Иствуда в картине «Побег из Алькатраса».
В 2014 году Гилман сыграл одну из ведущих ролей в картине Клары Мамет «Двухбитовый вальс» и снялся в фильме «Эльза и Фред». В 2016 году появился в роли студента в фильме «Патерсон», вновь с Карой Хэйуорд. Режиссёр картины Джим Джармуш хотел таким образом сделать отсылку к «Королевству полной луны».
Поступил в Нью-Йоркский университет в Школу искусств Тиш.